# Gebroeders Brouwer
De Gebroeders Brouwer was een Nederlands trompetduo afkomstig uit Hierden, met een repertoire dat zich uitstrekte van populair, klassiek tot religieus. 
Het door Pierre Kartner ontdekte duo, bestaand uit de broers Rende en Henk Brouwer (12 november 1946-15 oktober 1999), was vooral in de jaren zeventig en tachtig tot 1998 van de twintigste eeuw succesvol. Zij maakten toen samen met onder meer Ben Cramer en Jacques Herb deel uit van de De Vader Abraham Show (met diverse optredens in het Rotterdamse Ahoy) en traden regelmatig op in Op volle toeren, een televisieprogramma van de TROS met Nederlandstalige muziek.
Ook namen ze albums op met onder anderen Klaas Jan Mulder en met koren, waaronder het tv-koor The Clarion Singers dat door Rende Brouwer werd opgericht. In 1979 brachten de gebroeders Brouwer samen met de Duitse acteur Horst Tappert de single Kerstmis alleen uit, waarop Tappert in het Nederlands zingt. In 1985 bedacht Rende Brouwer, inmiddels producer bij Dureco, het concept Kajem, waarmee ook het kerkorgel (solo) zijn intrede deed op de hitlijsten. 
Het duo was tot 1998 actief. Henk Brouwer overleed 15 oktober 1999, op 52-jarige leeftijd. 
Rendes dochter Caroline Brouwer is bekend als sidekick van Rob Stenders in diens programma's op Radio Veronica. 